# رينسوماخيست
 رينسوماخيست (بالهولندية: Rinsumageest)‏ هي قرية في بلدية دانتوماديل بمقاطعة فرايزلاند، هولندا. بلغ تعداد سكانها حوالي 1139 في 2014.